# Bolsa de Estocolmo
La Bolsa de valores de Estocolmo, situada en Estocolmo (Suecia) y fundada en 1863, es el principal mercado de valores de los países nórdicos. Fue adquirida por OMX en 1998, y en 2003 sus operaciones fueron fusionadas con las de la Bolsa de Helsinki. Antes de la introducción del sistema de intercambio electrónico el 1 de junio de 1990, el comercio se realizaba en el parqué del edificio de la bolsa de Estocolmo. Su principal índice es el OMX-S30.